# 坎波列托
坎波列托（義大利語：Campolieto），是意大利坎波巴索省的一个市镇。总面积24平方公里，人口973人，人口密度40.5人/平方公里（2009年）。ISTAT代码为070009。